# Jupoata rufipennis
Espèce
Jupoata rufipennis est une espèce d'insectes coléoptères de la famille des Cerambycidae, sous-famille des Cerambycinae et de la tribu des Cerambycini.

## Dénomination
L'espèce Jupoata rufipennis a été décrite par l'entomologiste français Hippolyte Louis Gory en 1831 sous le nom initial de Cerambyx rufipennis.

### Synonymie
- Cerambyx rufipennis Gory, 1831 - protonyme
- Hamaticherus rufipennis (Gory, 1844)
- Hamaticherus plicatus (Bates) par Girard en 1873
- Hammaticherus plicatus (Bates, 1884)
- Hammatochaerus plicatus (Bates) par Cost en 1930
- Brasilianus plicatus (Bates) par Blackwelder en 1946
- Brasilianus rufipennis (Gory) par Martins en 1979

## Répartition
- Argentine, Bolivie, Brésil, Équateur, Guyane, Guyana, Mexique, Panama, Pérou, Suriname, Trinité-et-Tobago, Uruguay, Venezuela[1].

## Articles liés
- Jupoata
- Liste des Cerambycinae de Guyane
- Galerie des Cerambycidae